# Spirama recessa
Spirama recessa là một loài bướm đêm trong họ Erebidae.

## Hình ảnh

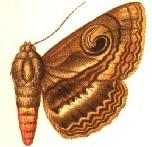
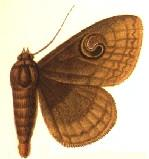